# Campionats del món de ciclisme de muntanya i trial de 2006
Els Campionats del món de ciclisme de muntanya i trial de 2006 van ser la 17a edició dels Campionats del món de ciclisme de muntanya organitzats per la Unió Ciclista Internacional. Les proves tingueren lloc del 22 al 27 d'agost de 2006 a Rotorua (Badia de Plenty) a Nova Zelanda.

## Resultats

### Camp a través
| Proves         | Or                                                                   | Plata                                                               | Bronze                                                                                   |
| Masculí        | Julien Absalon (FRA)                                                 | Christoph Sauser (SUI)                                              | Fredrik Kessiakoff (SWE)                                                                 |
| Femení         | Gunn-Rita Dahle Flesjå (NOR)                                         | Irina Kalentieva (RUS)                                              | Marie-Helene Premont (CAN)                                                               |
| Masculí sub-23 | Nino Schurter (SUI)                                                  | Tony Longo (ITA)                                                    | Max Plaxton (CAN)                                                                        |
| Femení sub-23  | Ren Chengyuan (CHN)                                                  | Liu Ying (CHN)                                                      | Sarah Koba (SUI)                                                                         |
| Masculí júnior | Mathias Flückiger (SUI)                                              | Martin Fanger (SUI)                                                 | Pascal Meyer (SUI)                                                                       |
| Femení júnior  | Tanja Zakelj (SLO)                                                   | Julie Krasniak (FRA)                                                | Nadja Roschi (SUI)                                                                       |
| Relleus Mixt   | Suïssa · Florian Vogel · Martin Fanger · Petra Henzi · Nino Schurter | Itàlia · Tony Longo · Cristian Cominelli · Eva Lechner · Jader Zoli | Polònia · Marcin Karczynski · Adrian Dzialakiewicz · Maja Włoszczowska · Kryspin Pyrgies |

### Descens
| Proves         | Or                    | Plata                   | Bronze                 |
| Masculí        | Sam Hill (AUS)        | Greg Minnaar (RSA)      | Nathan Rennie (AUS)    |
| Femení         | Sabrina Jonnier (FRA) | Tracy Moseley (GBR)     | Rachel Atherton (GBR)  |
| Masculí júnior | Cameron Cole (NZL)    | Samuel Blenkinsop (NZL) | Antoine Badouard (FRA) |
| Femení júnior  | Tracey Hannah (AUS)   | Floriane Pugin (FRA)    | Micayla Gatto (CAN)    |

### Four Cross
| Proves  | Or                  | Plata                    | Bronze              |
| Masculí | Michal Prokop (CZE) | Roger Rinderknecht (SUI) | Guido Tschugg (GER) |
| Femení  | Jill Kintner (USA)  | Anneke Beerten (NED)     | Anita Molcik (AUT)  |

### Trial
| Proves                       | Or                                                                            | Plata                                                                                                  | Bronze                                                             |
| Masculí - 20 polzades        | Marco Hösel (GER)                                                             | Carles Díaz (ESP)                                                                                      | Benito Ros (ESP)                                                   |
| Masculí - 26 polzades        | Kenny Belaey (BEL)                                                            | Vincent Hermance (FRA)                                                                                 | Gilles Coustellier (FRA)                                           |
| Femení                       | Karin Moor (SUI)                                                              | Mireia Abant (ESP)                                                                                     | Gemma Abant (ESP)                                                  |
| Masculí júnior - 20 polzades | Marco Thomä (GER)                                                             | Aurélien Fontenoy (FRA)                                                                                | Matthias Mrohs (GER)                                               |
| Masculí júnior - 26 polzades | Aurélien Fontenoy (FRA)                                                       | Ben Slinger (GBR)                                                                                      | Matthias Mrohs (GER)                                               |
| Equips                       | França · Marc Caisso · Nicolas Vuillermot · Aurélien Fontenoy · Julie Pesenti | Alemanya · Marco Hösel · Marco Thomä · Sebastian Hoffmann · Ann-Christin Bettenhausen · Matthias Mhros | Espanya · Benito Ros · Daniel Comas · Eduard Planas · Mireia Abant |

## Medaller
| Pos.  | País            | Or | Plata | Bronze | Total |
| 1     | França          | 4  | 4     | 2      | 10    |
| 2     | Suïssa          | 4  | 3     | 3      | 10    |
| 3     | Alemanya        | 2  | 1     | 3      | 6     |
| 4     | Austràlia       | 2  | 0     | 1      | 3     |
| 5     | R.P. de la Xina | 1  | 1     | 0      | 2     |
| 5     | Nova Zelanda    | 1  | 1     | 0      | 2     |
| 7     | Bèlgica         | 1  | 0     | 0      | 1     |
| 7     | Txèquia         | 1  | 0     | 0      | 1     |
| 7     | Noruega         | 1  | 0     | 0      | 1     |
| 7     | Eslovènia       | 1  | 0     | 0      | 1     |
| 7     | Estats Units    | 1  | 0     | 0      | 1     |
| 12    | Espanya         | 0  | 2     | 3      | 5     |
| 13    | Regne Unit      | 0  | 2     | 1      | 3     |
| 14    | Itàlia          | 0  | 2     | 0      | 2     |
| 15    | Països Baixos   | 0  | 1     | 0      | 1     |
| 15    | Rússia          | 0  | 1     | 0      | 1     |
| 15    | Sud-àfrica      | 0  | 1     | 0      | 1     |
| 18    | Canadà          | 0  | 0     | 3      | 3     |
| 19    | Àustria         | 0  | 0     | 1      | 1     |
| 19    | Polònia         | 0  | 0     | 1      | 1     |
| 19    | Suècia          | 0  | 0     | 1      | 1     |
| Total | Total           | 19 | 19    | 19     | 57    |